# Naenara (trình duyệt)
Naenara là một phần mềm trình duyệt web của mạng nội bộ quốc gia Triều Tiên được phát triển bởi trung tâm máy tính Triều Tiên để sử dụng cho mạng nội bộ quốc gia Kwangmyong. Nó được phát triển từ một phiên bản của Mozilla Firefox và được phân phối với hệ điều hành dựa trên Linux là Red Star OS mà Triều Tiên đã phát triển do các vấn đề cấp phép và bảo mật với Microsoft Windows.

## Thiết kế
Naenara là một phiên bản sửa đổi của Mozilla Firefox. Naenara là phần mềm duy nhất được phân phối với Hệ điều hành Red Star OS mà không được đặt tên theo chức năng của nó. Red Star OS và Naenara được phát triển bởi Trung tâm Máy tính Triều Tiên, trên trang web của họ tuyên bố rằng họ đang tìm cách phát triển phần mềm dựa trên Linux để sử dụng.
Naenara có thể được sử dụng để duyệt khoảng 1.000 đến 5.500 trang web trong mạng nội bộ quốc gia Kwangmyong.
Vào năm 2010, Russia Today đã đưa tin rằng trang web Firefox của Mozilla đã nhận dạng thành công Naenara và cung cấp tải xuống phiên bản Firefox tiếng Triều Tiên mới nhất cho i686.
Khi Naenara được chạy, nó sẽ cố gắng liên hệ với một địa chỉ IP tại http://10.76.1.11/.  Công cụ tìm kiếm mặc định cho trình duyệt này chính là Google Hàn Quốc.

## Lỗ hổng
Năm 2016, công ty bảo mật Hackerhouse đã tìm thấy lỗ hổng bảo mật trong trình duyệt web tích hợp Naenara. Lỗ hổng này cho phép thực thi các lệnh trên máy tính nếu người dùng nhấp vào liên kết được chuẩn bị tương ứng. Điều này có thể là do sự cố khi xử lý các URL thực hiện các chức năng như Mailto hoặc lịch mà không có các tham số để dọn sạch các đoạn mã không mong muốn.